# 蒸压加气混凝土

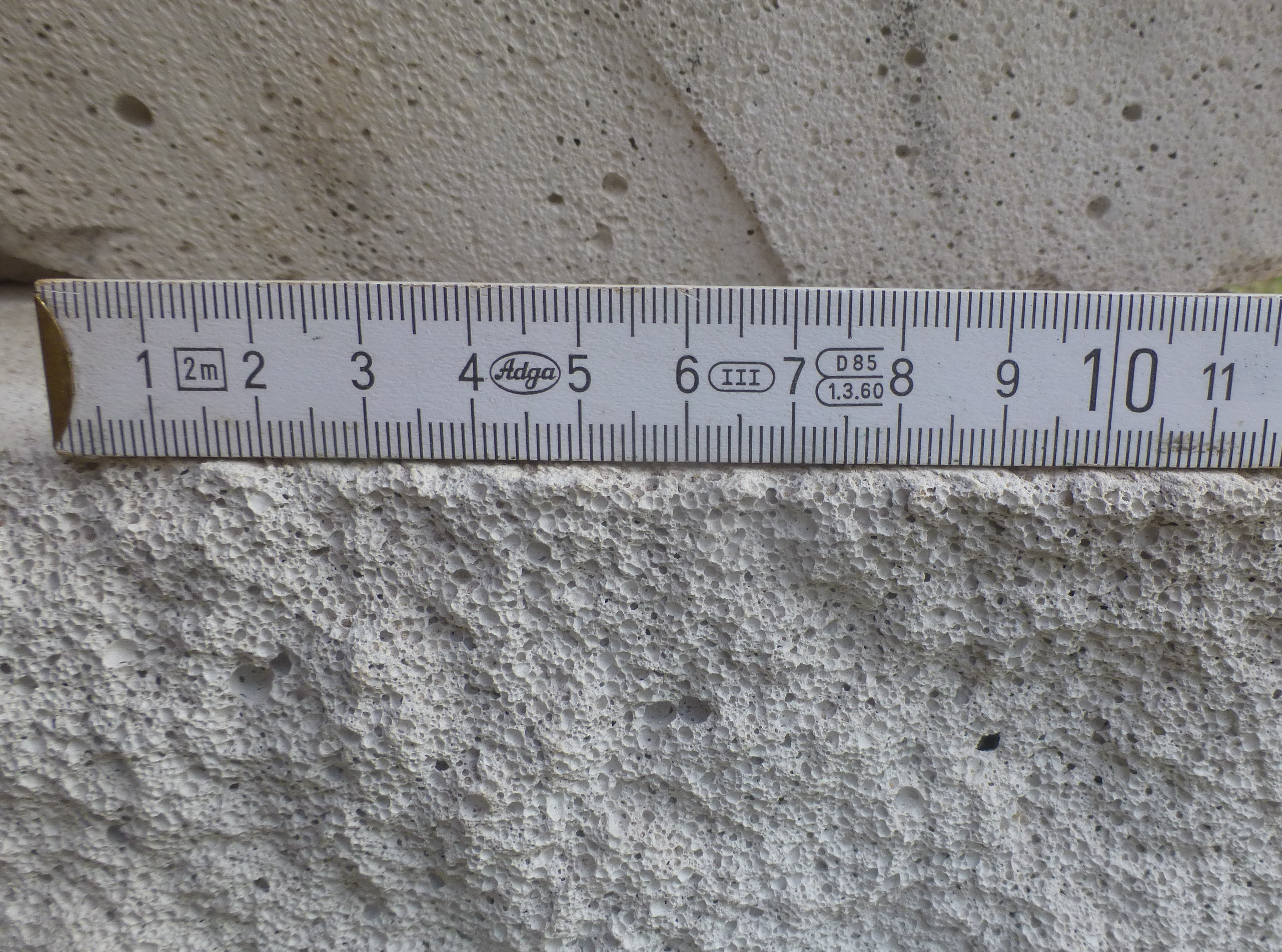
蒸压加气混凝土

蒸压加气混凝土（英語：Autoclaved aerated concrete，缩写AAC）是一种重量轻、预浇筑的泡沫混凝土材料，适合生产混凝土砖块等用途。蒸压加气混凝土由石英、灰泥、石灰、水泥、水、铝粉等材料组成，在高压釜的高温、高压环境中固化而成。该材料发明于20世纪20年代中期，能同时提供结构、绝缘、防火和抗黴菌特性。形式包括砖块、墙板、地板、屋顶板、墙面外覆层以及门楣。